# Casa Estrella del Benfica
Serralleria Estrella from Casa del Benfica este un club de fotbal din Andorra. În sezonul 2006/07 a câștigat liga secundă și a promovat în Campionat de Lliga.La fel a făcut și în sezonul 2009/10.